# Clusiodes gentilis
Clusiodes gentilis är en tvåvingeart som beskrevs av Collin 1912. Clusiodes gentilis ingår i släktet Clusiodes och familjen träflugor. Inga underarter finns listade i Catalogue of Life.